# Fain-lès-Montbard
Fain-lès-Montbard ist eine französische Gemeinde mit 273 Einwohnern (Stand 1. Januar 2022) im Département Côte-d’Or in der Region Bourgogne-Franche-Comté. Sie gehört zum Arrondissement Montbard und zum gleichnamigen Kanton Montbard.
Nachbargemeinden sind Marmagne im Nordwesten, Touillon im Nordosten, Fresnes im Südosten, Courcelles-lès-Montbard im Süden und Nogent-lès-Montbard im Südwesten.

## Bevölkerungsentwicklung
| Jahr                       | 1962 | 1968 | 1975 | 1982 | 1990 | 1999 | 2008 | 2015 |
| -------------------------- | ---- | ---- | ---- | ---- | ---- | ---- | ---- | ---- |
| Einwohner                  | 115  | 130  | 184  | 364  | 341  | 299  | 283  | 301  |
| Quellen: Cassini und INSEE |      |      |      |      |      |      |      |      |